# Белозёрова, Лидия Алексеевна
Лидия Алексеевна Белозёрова (укр. Лідія Олексіївна Бєлозьорова; 31 марта 1945, Херсон — 15 февраля 2022, Винница) — советская и украинская актриса театра и кино, Народная артистка Украины (1993).

## Биография
Родилась 31 марта 1945 года в Херсоне. Девичья фамилия — Вакула.
В 1968 году окончила Киевский государственный институт театрального искусства имени И. Карпенко-Карого. С 1964 года — актриса Херсонского музыкально-драматического театра. В 1968—1969 годах — актриса Ровенского областного украинского драматического театра. В 1969—1972 годах — актриса Львовского украинского драматического театра им. М. Заньковецкой.
С 1972 года и до конца жизни — актриса Винницкого областного музыкально-драматического театра имени М. Садовского. На сцене Винницкого театра сыграла более 100 ролей.
Скончалась 15 февраля 2022 года на 77-м году жизни в Виннице. Прощание с актрисой прошло 17 февраля на сцене Винницкого театра им. Садовского.

## Театральные работы
- Одарка («Запорожец за Дунаем»)
- Наталка Полтавка («Наталка Полтавка»)
- Мария («Двенадцатая ночь»)
- Жена Тевье («Поминальная молитва»)
- Баядера («Баядера»)
- Мирандолина («Мирандолина»)
- Ханума («Ханума»)
- Любовь Фёдоровна («Мазепа»)
- Бобренчиха («Маруся Чурай»)
- Памела («Дорогая Памела»)
- Бернарда Альба («Дом Бернарды Альбы»)
- Мария Васильевна («Дядя Ваня»)
- Марселина («Безумный день, или Женитьба Фигаро»)
- Дульская («Мораль пани Дульской»).

## Роли в кино
- 1971 — Весёлые Жабокричи (режиссёр Виктор Иванов) — Парася
- 1972 — Пропавшая грамота — жена козака Василя, Ведьма, Императрица
- 1973 — Дед левого крайнего — эпизод
- 1975 — Простые заботы (режиссёр Исаак Шмарук) — Таисия
- 2005 — Возвращение Мухтара-2 / Собака.ги | 9 серия — соседка Игоря
- 2007 — Возвращение Мухтара-2 4 сезон / Кинозвезда | 3 серия — Анастасия Сергеевна

## Награды
- Орден княгини Ольги III степени (?).
- Народная артистка Украины (1993).
- Заслуженная артистка Украинской ССР (?).
- Премия имени Николая Зарудного (2001).